# John Singleton
John Daniel Singleton, född 6 januari 1968 i South Central, Los Angeles, Kalifornien, död 28 april 2019 i Los Angeles, var en amerikansk filmregissör, manusförfattare och filmproducent. År 1991 blev han dubbelt Oscarsnominerad för sitt debutverk Boyz n the Hood.

## Biografi
Singleton föddes i South Central i Los Angeles och studerade vid Pasadena City College och avlade 1990 examen i film vid University of Southern California. Han filmdebuterade 1991 med Boyz n the Hood, för vilken han nominerades till Oscar för bästa regi och bästa manus. Med sina 24 år var han den yngsta, samt den enda afroamerikan, som någonsin nominerats för bästa regi. Samma år regisserade han även musikvideon till Michael Jacksons låt Remember the Time. Under 1990-talet regisserade han ytterligare tre långfilmer. År 2000-talet inledde han med Shaft, en nyinspelning av blaxploitationfilmen Mitt namn är Shaft (1971). Därefter regisserade han bland annat 2 Fast 2 Furious (2003) och Four Brothers (2005).
Han avled 2019 till följd av en stroke.

## Filmografi (regi, manus, produktion)
- 1991 – Boyz n the Hood
- 1993 – Poetic Justice
- 1995 – Livets hårda skola
- 1997 – Rosewood
- 1998 – Woo (endast exekutiv producent)
- 2000 – Shaft
- 2001 – Baby Boy
- 2003 – 2 Fast 2 Furious (endast regi)
- 2004 – Time Out (ensdast exekutiv producent)
- 2005 – Four Brothers (endast regi)
- 2005 – Hustle & Flow (endast producent)
- 2006 – Black Snake Moan (endast producent)
- 2007 – Illegal Tender (endast producent)
- 2011 – Abduction (regi)